# Världsmästerskapen i bordtennis 1983
 Världsmästerskapen i bordtennis 1983 spelades i Tokyo.

## Resultat

### Lag
| Disciplin            | Guld                                                              | Silver                                                                              | Brons                                                                          |
| Herrarnas lagtävling | Kina Cai Zhenhua Fan Changmao Guo Yuehua Jiang Jialiang Xie Saike | Sverige Mikael Appelgren Stellan Bengtsson Ulf Bengtsson Erik Lindh Jan-Ove Waldner | Ungern Gábor Gergely István Jónyer Zoltan Kaposztas Zsolt Kriston Janos Molnar |
| Damernas lagtävling  | Kina Cao Yanhua Geng Lijuan Ni Xialian Tong Ling                  | Japan Mika Hoshino Emiko Kanda Fumiko Shinpo Tomoko Tamura                          | Nordkorea Chang Yong-Ok Kim Gyong-Sun Li Bun-Hui Li Song-Suk                   |

### Individuellt
| Disciplin   | Guld                          | Silver                   | Brons                   |
| Herrsingel  | Guo Yuehua                    | Cai Zhenhua              | Jiang Jialiang          |
| Herrsingel  | Guo Yuehua                    | Cai Zhenhua              | Wang Huiyuan            |
| Damsingel   | Cao Yanhua                    | Yang Young-Ja            | Qi Baoxiang             |
| Damsingel   | Cao Yanhua                    | Yang Young-Ja            | Huang Jungun            |
| Herrdubbel  | Zoran Kalinić Dragutin Šurbek | Jiang Jialiang Xie Saike | Hiroyuki Abe Seiji Ono  |
| Herrdubbel  | Zoran Kalinić Dragutin Šurbek | Jiang Jialiang Xie Saike | Wang Huiyuan Yang Yuhua |
| Damdubbel   | Dai Lili Shen Jianping        | Geng Lijuan Huang Junqun | Cao Yanhua Ni Xialian   |
| Damdubbel   | Dai Lili Shen Jianping        | Geng Lijuan Huang Junqun | Pu Gijuan Tong Ling     |
| Mixeddubbel | Guo Yuehua Ni Xialian         | Chen Xinhua Tong Ling    | Cai Zhenhua Cao Yanhua  |
| Mixeddubbel | Guo Yuehua Ni Xialian         | Chen Xinhua Tong Ling    | Xie Saike Huang Junqun  |

### Fotnoter
1. ↑  ”World Championships Results”. ITTF Museum. Arkiverad från originalet den 11 maj 2012. https://web.archive.org/web/20120511103023/http://www.ittf.com/museum/results/WorldChresults.html. Läst 7 april 2012.
2. ↑  ”ITTF Statistics”. ittf.com. Arkiverad från originalet den 18 maj 2015. https://web.archive.org/web/20150518110246/http://www.ittf.com/ittf_stats/All_events4.asp?Competition_ID=104. Läst 7 april 2012.